# Stora Tullskär
Stora Tullskär är en ö i Åland (Finland). Den ligger i Skärgårdshavet och i kommunen Vårdö i landskapet Åland, i den sydvästra delen av landet. Ön ligger omkring 41 kilometer nordöst om Mariehamn och omkring 240 kilometer väster om Helsingfors.
Öns area är 7,2 hektar och dess största längd är 440 meter i nord-sydlig riktning.